# Orsilochides guttata
Orsilochides guttata är en insektsart som först beskrevs av Herrich-schaeffer 1839.  Orsilochides guttata ingår i släktet Orsilochides och familjen sköldskinnbaggar. Inga underarter finns listade i Catalogue of Life.